# 环丝氨酸
环丝氨酸（英語：Cycloserine），以商品名Seromycin出售，是一种用于治疗结核病的γ-氨基丁酸转氨酶抑制剂和抗生素。具体来说，它与其他抗结核药物一起用于治疗活动性耐药结核病。它是口服的。
服用之后常见的副作用包括过敏反应、癫痫发作、嗜睡、烦躁不安和麻木。患有肾功能衰竭、癫痫、抑郁症或酒精中毒者不建议使用。目前尚不清楚怀孕期间服用对婴儿是否安全。环丝氨酸在结构上与D-丙氨酸相似，它们都是通过干扰细菌细胞壁的形成而起作用。
环丝氨酸于1954年从一种链霉菌中被发现。它在世界卫生组织基本药物标准清单之中是最有效、最安全的医疗系统所必需的药物

## 医疗用途

### 结核病
环丝氨酸被归类为二线药物，它只有在一种或多种一线药物不能使用的情况下才会被考虑使用。因此，环丝氨酸仅用于对抗结核杆菌的多种耐药菌株。限制使用这种药物的另一个原因是因为它会引起的神经系统的副作用。环丝氨酸能够渗透到中枢神经系统并引起头痛、嗜睡、抑郁、头晕、眩晕、精神错乱、感觉异常、构音障碍、过敏、抽搐和颤抖。过量服用环丝氨酸还可能会导致局部麻痹、癫痫发作和昏迷，而饮酒可能会增加癫痫发作的风险。与吡哆醇一起服用可以降低由环丝氨酸引起的一些中枢神经系统副作用的发生率。

### 精神病学
2015年考科蓝合作组织的研究发现，截至2015年为止，没有证据表明环丝氨酸对治疗焦虑症有益。而另一项研究则发现了有益的初步证据。用于成瘾的证据是暂定的，但也不清楚。

## 作用机制
环丝氨酸通过抑制细菌的细胞壁合成而起到抗生素的作用。作为D-丙氨酸的环状结构类似物，环丝氨酸作用于两种在肽聚糖合成的胞质溶胶阶段很重要的关键酶：丙氨酸消旋酶（Alr）和D-丙氨酸-D-丙氨酸连接酶（Ddl）。第一种酶是将L-丙氨酸转化为D-丙氨酸的吡哆醛5'-磷酸依赖性酶。第二种酶通过催化生成的D-丙氨酸分子之间形成三磷酸腺苷依赖性D-丙氨酸-D-丙氨酸二肽键，参与将这些D-丙氨酸中的两个残基连接在一起。如果这两种酶都被抑制，则D-丙氨酸残基不能形成，并且先前形成的D-丙氨酸分子不能连接在一起。这有效地抑制肽聚糖的合成。

## 化学性质
在弱酸性条件下，环丝氨酸会水解并生成羟胺和D-丝氨酸。环丝氨酸可以概念化为丝氨酸的环化形式，双氢氧化损失形成氮-氧键。
环丝氨酸在碱性条件下会保持稳定，而在pH值为11.5时它地稳定性最高。

## 历史
该化合物首先被两个团队在几乎同时分离。默克公司的工作人员从一种链霉菌中分离出这种化合物，他们称之为Oxamycin。同一个团队合成制备了该分子。礼来公司的工作人员从Streptomyces orchidaceus菌株中分离出这种化合物。它被证明可以水解成丝氨酸和羟胺。

## 经济学
2015年8月，Chao Center for Industrial Pharmacy和合同制造中心将所有权变更为Rodelis Therapeutics后，在美国，环丝氨酸的价格从每30粒药片500美元暴涨至2015年的每30粒药片10,800美元。
在原所有者——普渡大学研究基金会进行干预后，价格上涨被取消。该基金会保留“对制造业务的监督”并且Rodelis将药物退还给普渡大学的一个非政府组织。该基金会现在以每30粒药片收取1,050美元，是之前收费的两倍。礼来公司因未能确保慈善活动继续进行而受到批评。然而，由于美国反垄断法，任何公司都不得在产品被许可后控制产品的价格。
2015年，美国的费用增加到每月3,150美元，然后下降到每月1,050美元。

## 研究
有一些实验证据表明，D-环丝氨酸通过形成更强的神经连接来帮助学习。它已被研究作为一种辅助手段，以促进PTSD和焦虑症患者的暴露疗法以及精神分裂症的治疗。在一项临床试验中，研究了一个疗程的D-环丝氨酸联合单剂量氯胺酮治疗难治性双相情绪障碍症。在氯胺酮输液后连续8周给药时，环丝氨酸似乎增强了所有试验参与者的抗抑郁作用。